# عذاب مرگ
عذاب مرگ فیلمی به کارگردانی و نویسندگی عباس دستمالچی محصول سال ۱۳۴۵ است.

## داستان
مردی چند زن را به قتل می‌رساند و می‌گریزد...

## بازیگران
- رضا بیک ایمانوردی
- کتایون
- سیروس قهرمانی
- امیر
- میرمحمد تجدد
- فریدونی
- درانی
- اقبالی